# Ptilope superbe
Ptilinopus superbus
Espèce
Statut de conservation UICN

 LC  : Préoccupation mineure
Le Ptilope superbe (Ptilinopus superbus) est une espèce d'oiseau appartenant à la famille des Columbidae.

## Description
Cet oiseau mesure de 21 à 24 cm pour une masse de 80 à 145 g.
Les sexes sont dissemblables. Les mâles sont superbement colorés avec une nuque d'un orange ardent, les côtés de la tête verts et le sommet de la tête violet. Le ventre est gris blanchâtre et divisé au niveau de l'abdomen par une large bande bleu foncé. Les ailes sont vert olive recouvertes de taches sombres et la queue de même couleur est piquetée de blanc. Le bec vert olive et les pattes rouge foncé.
Les femelles sont le plus souvent vertes, avec un ventre blanc, les extrémités des ailes sont bleues et l'abdomen bleu clair avec une petite tache bleu foncé placée à l'arrière de la tête. Le bec est gris vert et les pattes gris brun.
Les deux sexes ont les yeux jaunes et des cercles périoculaires. Leur plumage coloré les camoufle de manière originale parmi le feuillage de la forêt tropicale humide.
Le jeune ressemble beaucoup à la femelle mais présente un plumage plus sombre. Le jeune mâle commence à arborer des plumes pourpres au niveau de la calotte et des plumes châtain au collier entre trois et six mois, quelquefois même dès l'âge de deux mois.

## Répartition
Originaire d'Australasie, le Ptilope superbe vit en Nouvelle-Guinée, en Australie, aux îles Salomon, aux Philippines et au Sulawesi en Indonésie. En Australie où il serait arrivé à partir des régions précédentes, il se trouve du Victoria au sud jusqu'au nord du Queensland dans la région du cap York où il devient très commun. Dans certaines régions de son habitat, comme la forêt tropicale de Nouvelle-Guinée, il est sédentaire, dans les régions plus marginales telles que celles d'Australie, les bandes se déplacent en fonction des ressources alimentaires.

## Habitat
Cet oiseau vit dans les forêts tropicales humides, les mangroves et leurs abords, les forêts d'eucalyptus et la brousse avec des arbres fruitiers.

## Sous-espèces
D'après Alan P. Peterson, il existe deux sous-espèces :
- Ptilinopus superbus superbus  (Temminck, 1809) ;
- Ptilinopus superbus temminckii  (Des Murs & Prévost, 1849) avec davantage de pourpre sur la poitrine peuplant Sulawesi et Sulu.